# 連尺町 (浜松市)
連尺町（れんじゃくちょう）は静岡県浜松市中央区の町名。丁番を持たない単独町名である。住居表示未実施。

## 地理
浜松市中央区の中心部に位置する。東で神明町及び肴町、西で紺屋町及び利町、南で伝馬町、北で元城町と接する。

### 学区
- 浜松市立中部小学校（浜松中部学園）
- 浜松市立中部中学校（浜松中部学園）

## 歴史
連尺町は江戸時代の浜松宿下における宿駅制度のための御役町（おやくまち）のうちの1町であったことに端を発する。連尺町は塩町とともに1712年（正徳2年）に御役町に指定された。

### 町名の由来
昔、行商人が連尺という物を背負うのに使う道具を使いながら歩いたことにちなんだ。

### 沿革
- 1882年（明治15年） - 連尺町から浜松連尺町に町名変更を行う。
- 1889年（明治22年）4月1日 - 町村制の施行により、敷知郡浜松連尺町が周辺の町村と合併して敷知郡浜松町となる[WEB 7]。旧町名は浜松町の大字として残る[書籍 3]。
- 1896年（明治29年）4月1日 - 郡制の施行により、浜松町の所属郡が浜名郡に変更となる。
- 1911年（明治44年）7月1日 – 浜松町が市制施行して浜松市となる。
- 1925年（大正14年）5月1日 -  地籍整理により、大字連尺から連尺町に町名変更を実施。一部を同時に新設された砂山町に編入[書籍 4]。
- 2007年（平成19年）4月1日 - 浜松市が政令指定都市となる。連尺町は中区の一部となる。
- 2024年（令和6年）1月1日 - 浜松市の行政区再編により、連尺町は中央区の一部となる。

## 施設
- 浜松連尺郵便局
- 谷島屋連尺店

## 交通

### バス
- 遠鉄バス - 国道257号上に連尺停留所が設置されている（下り・郊外方面のみ）。
  - 8富塚じゅんかん（せいれいまわり）：富塚車庫・浜松駅行
  - 50山の手医大線：医科大学行
  - 51泉高丘線：姫街道車庫行
  - 53・56萩丘都田線：（半田山中行／）染地台三丁目行（・ニコエ・春華堂浜北工場行）／都田駅前行（萩丘経由）（／フルーツパーク行（萩丘経由））
  - 58和合西山線：西山（・広報館）行

### 道路
- 国道152号（飛龍街道）
- 国道257号

## その他

### 警察
警察の管轄区域は以下の通りである。
| 番・番地等 | 警察署         | 交番・駐在所   |
| ---------- | -------------- | -------------- |
| 全域       | 浜松中央警察署 | 浜松城公園交番 |

### 消防
消防の管轄区域は以下の通りである。
| 番・番地等 | 消防署   | 本署/出張所 |
| ---------- | -------- | ----------- |
| 全域       | 中消防署 | 本署        |

### 書籍
1. ↑  『わが町文化誌 学びの里祈りの丘』浜松市立県居公民館、2000年4月25日、231頁。
2. ↑  『浜松市史 ニ』浜松市役所、1971年3月31日、231頁。
3. ↑  『浜松市史 三』浜松市役所、1980年3月26日、177頁。
4. ↑  『浜松市史 三』浜松市役所、1980年3月26日、355,356頁。

### WEB
1. ↑  “h02_22.csv”.   総務省 (2022年2月10日). 2024年10月2日閲覧。
2. ↑  “chuouku_menseki.xlsx”.   浜松市 (2024年3月12日). 2024年10月2日閲覧。
3. ↑  “静岡県 浜松市中央区 連尺町の郵便番号 - 日本郵便”.   日本郵便. 2025年2月15日閲覧。
4. ↑  “市外局番の一覧”.   総務省 (2022年3月1日). 2024年10月2日閲覧。
5. ↑  “事業所案内及び管轄地域（事務所3件、分室3件）”.   一般社団法人静岡県自動車会議所. 2024年10月2日閲覧。
6. ↑  “住居表示実施状況”.   浜松市 (2024年1月4日). 2024年6月12日閲覧。
7. ↑  “historyofcities.pdf”.   静岡県総務部合併推進室・財団法人静岡県市町村振興協会. 2024年10月16日閲覧。
8. ↑  “浜松城公園前交番｜静岡県警察”.   静岡県警察 (2024年1月1日). 2024年6月17日閲覧。
9. ↑  “消防署の町別管轄「れ」／浜松市”.   浜松市 (2023年4月3日). 2024年6月17日閲覧。